# Konstantin Iwanow

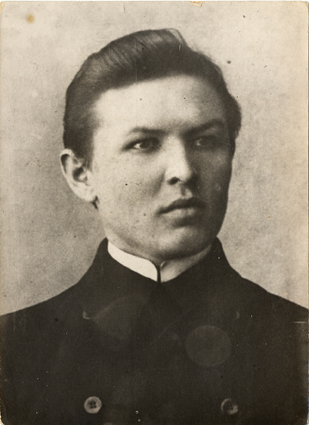
Konstantin Iwanow

Konstantin Wassiljewitsch Iwanow (tschuwaschisch Иванов Константин Васильевич; * 15. Maijul. / 27. Mai 1890greg. in Slakbasch (tschuwaschisch: Слакпуç, russisch: Слакбаш) im damaligen Gouvernement Ufa, heute im Kreis Belebei in Baschkortostan; † 13. Märzjul. / 26. März 1915greg. in Slakbasch) war ein tschuwaschischer Dichter und Begründer der tschuwaschischen Literatur.

## Leben und Werk
Als Sohn einer reichen Bauernfamilie besuchte Konstantin Iwanow von 1903 bis 1907 eine Schule für tschuwaschische Lehrer in Simbirsk. Wegen Teilnahme an antizaristischen Demonstrationen ausgeschlossen kehrte er nach Slakbasch zurück. 1909 legte er das Examen zum sogenannten Volkslehrer ab.
1907 begann er seine literarische Produktion mit Übersetzungen von Lermontow, Tolstoi, Kolzow und Nekrasow vom Russischen ins Tschuwaschische.
Bereits mit 18 Jahren schrieb er das Poem Narspi (1908 in Simbirsk herausgegeben), das ihn bekannt machte, in mehrere Sprachen übersetzt wurde und auch als tschuwaschisches Romeo und Julia bezeichnet wird. Zu seinen bekannteren Werken gehören die Gedichte Herbst, Die Hungrigen, Unsere Zeit, seine Balladen und das Drama Sklave des Teufels.
Mit nicht einmal 25 Jahren, starb Konstantin Iwanow an Lungentuberkulose.

## Ehrungen
Im Dorf Slakbasch wurde ein Museum zu Leben und Werk Iwanows errichtet. Das tschuwaschische Akademietheater wurde ebenso nach ihm benannt wie eine Straße in Tscheboksary.